# Li Lili

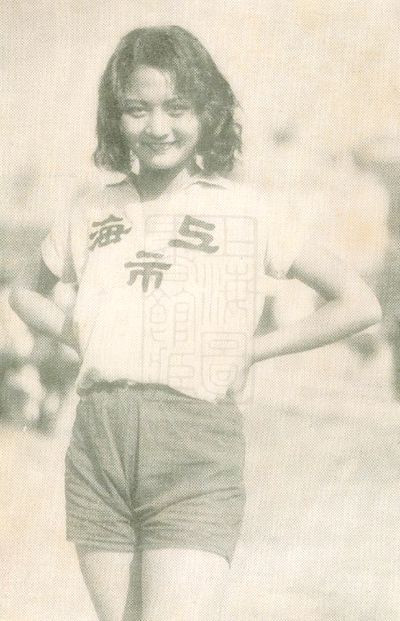
Li Lili a Queen of Sports

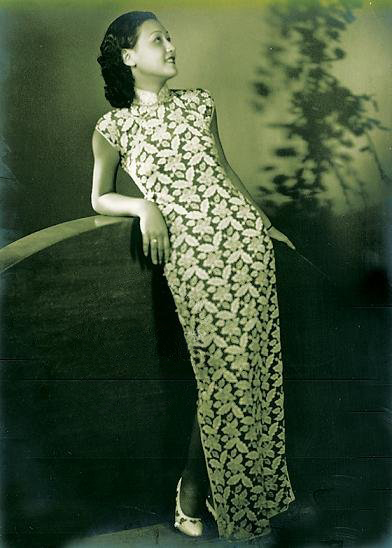
Li Lili, 1930

En una onomàstica xinesa Li es el cognom i Lili el prenom.
Li Lili (xinès simplificat: 黎莉莉) (Wuxing 1915 - Pequín 2005 ) Ballarina, cantant i actriu de cinema xinesa.

## Biografia
Li Lili, de nom real Qian Zhenzhen, va néixer el 2 de juny de 1915 a Wuxing (actual Huzhou), a la província xinesa de Zhejiang, però va passar la seva joventut a Pequín. Els seus pares havien estudiat medicina i estaven influenciats per les idees del Moviment del Quatre de Maig, però també van ingressar al Partit Comunista. El seu pare Qian Zhuangfei metge i director de cinema també se'l ha considerat com un important espia al servei del Partit.
El 1927 la família es va traslladar a Shanghai i Li va entrar a la China School for Song and Dance, L'escola estava dirigida per Li Jinhui que va adoptar a Qian Zhenzhen i li van canviar el nom pel de Li Lili. L'escola va crear la Companyia "Bright Moon and Song Dance" ( 明月歌舞团) on va coincidir amb lel compositor Nie Er i les cantants i actrius Wang Renmei, Xue Lingxian i Hu Jia, que van més tard van ser conegudes com les "Quatre Dives".

#### Carrera cinematogràfica
El 1926 va tenir un primera experiència en una pel·lícula finançada pel seu pare: 燕山俠隱 (Els herois ocults de Yanshan)  i fins al 1931 no va iniciar l'activitat com actriu professional a Lianhua.

#### Lianhua
El 1931 la Companyia "Bright Moon and Song Dance" va ser adquirida per la productora Lianhua, que davant l'inici del cinema sonor tenia necessitat d'incorporar artistes amb formació musical i com a cantants.A partir d'aquest moment Li va iniciar la seva col·laboració amb la productora. Abans de ser contractada com actriu , va fer una primera aparició com a ballarina i cantant en la pel·lícula "Two Stars of the Milkiway" del director Shi Dongshan, amb moltes peces musicals.
El seu primer treball com actriu va ser a Revenge by the Volcano del 1932 de Sun Yu. Però el seu primer gran èxit i revelació com actriu va ser a "Litte Toys" amb Ruan Lingyu i "Daybreak" també de Sun Yu.
En una etapa on la productora volia potenciar els ideals sorgits del Moviment per la Vida Nova (新生活运动) i promulgats pel Guomindang, va participar en films com , "大路 "(The Big Road), definida com un exemple del "star system" de l'època i "體育皇后" (Sports Queen/The Queen of Sports) unió del cinema i de l'esport i del entreteniment i el nacionalisme, que es poden considerar el punt àlgid de la col·laboració de l'actriu Li amb el director Sun. Amb Chen Yanyan i Zheng Junli, també va treballar en la darrera pel·lícula de l'actriu Ruan Lingyu, "國風" (National Customs /Civil Wind(Song of China) dels directors Luo Mingyou i Zhu Shilin, un exemple del cinema propagandístic del Moviment.
Li representava el perfil ideal de la dona moderna "modeng nüxing" (摩登奴性) típic de l`època.
Entre 1935 i 1937 amb Linhua va rodar tretze pel·lícules, amb directors com Fei Mu, Bu Wancang, Li Pingqian i especialment Sun Yu que va escriure diversos guions específics per l'actriu. Durant aquest període també va ampliar els seus estudis (anglès) i va participar en esdeveniments esportius (bàsquet i natació).

#### Guerra amb el Japó
A partir del 1938, durant la segona guerra sino-japonesa, va participar en la realització de diverses pel·lícules en la productora China Film Studio a Chongqing i desprès a Dadi Film Company productora que la China Film va crear a Hong Hong. Cal destacar 热血忠魂 (Fight to the Last") de Yuan Congmei (1938),i 孤岛天堂 (Orphan Island Paradise) de Cai Chuseng (1939). Durant aquesta època es va casar amb Luo Jingzi, l'aleshores cap de la secció tècnica dels estudis a Hong Kong. El 1940, va protagonitzar amb Zhou Boxun i Wu Yin la pel·lícula romàntica 塞上風雲 (Storm on the Border) de Ying Yunwei i el 1944, va rodar amb Shu Xiuwen i Bai Yun 血濺櫻花 (Blood of Cherry Blossoms), de He Feiguang.
El 1946, va anar als Estats Units on va estudiar interpretació a la Universitat Catòlica d'Amèrica a Washington, a Nova York per estudiar llengua musical i música vocal, a la Universitat de Califòrnia per aprendre maquillatge, i a Hollywood per fer pràctiques d'actriu.
El 1955 va entrar a estudiar a l'Acadèmia de Cinema de Pequín.
Durant la Revolució Cultural, ella, especialment per la seva participació en el film de Fei Mu "Bloodshed on Wolf Mountain," i el seu marit van ser denunciats i torturats a partir de les ordres de l'ex actriu Jiang Qing que va ser la quarta l'esposa de Mao Zedong i membre de la Banda dels Quatre No va ser rehabilitada fins a l'any 1978 quan va començar la seva activitat com a professora de l'Acadèmia de Cinema de Pequín.
Al final de la seva carrera va poder participar en la pel·lícula "Center Stage" del director Stanley Kwan, un biopic de l'actriu Ruan Lingyu.
El 1991 va rebre el "Premi especial d'honor" del 3r Golden Phoenix Award de la Performing Arts Society.
Li Lili va morir d'un infart de miocardi el 7 d'agost de 2005, a Pequín als 90 anys..

## Filmografia destacada
| Any  | Títol anglès                                                   | Títol xinès | Paper      | Director                 |
| 1926 | A Hero Hidden in Yanshan Mountain                              | 燕山俠隱    | Ma Muying  |                          |
| 1931 | A Spray of Plum Blossoms                                       | 一剪梅      | Pianista   | Bu Wancang               |
| 1931 | Two Stars                                                      | 銀漢雙星    |            |                          |
| 1932 | Poetry Written on the Banana Leaf                              | 芭蕉葉上詩  |            | Li Pingqian              |
| 1932 | Volcanic Passions / Loving Blood of the Volcano                | 火山情血    |            | Sun Yu                   |
| 1933 | Daybreak                                                       | 天明        | Ling Ling  | Sun Yu                   |
| 1933 | Little Toys                                                    | 小玩意      | Zhu'er     | Sun Yu                   |
| 1934 | Sports Queen/Queen of Sports                                   | 體育皇后    | Lin Ying   | Sun Yu                   |
| 1934 | The Big Road                                                   | 大路        | Jasmine    | Sun Yu                   |
| 1935 | National Customs /Civil Wind/ Song of the Nation/Song of China | 國風        | Zhang Tao  | Luo Mingyou i Zhu Zhilin |
| 1935 | An Abandoned Woman                                             | 秋扇明燈    | Xiaoli     | Tan Youliu               |
| 1936 | Return to Nature/Back to Nature                                | 到自然去    |            | Sun Yu                   |
| 1936 | Bloodshed on Wolf Mountain/ Blood on Wolf Mountain             | 狼山喋血記  |            | Fei Mu                   |
| 1937 | Lianhua Symphony                                               | 聯華交響曲  |            | Zhu Zhilin               |
| 1937 | The Lost Pearl                                                 | 人海遺珠    |            | Zhu Zhilin               |
| 1937 | So Busy                                                        | 如此繁華    |            | Ouyang Yuqian            |
| 1937 | Vistas of Art                                                  | 藝海風光    |            |                          |
| 1938 | Fight to the Last                                              | 熱血忠魂    | Qiu Gao    | Yuan Congmei             |
| 1939 | Orphan Island Paradise                                         | 孤島天堂    | Ballarina  | Cai Chuseng              |
| 1940 | Storm on the Border                                            | 塞上風雲    | Jin Hua'er | Ying Yunwei              |
| 1944 | Undaunted Land                                                 | 氣壯山河    | Ma Fengqi  | He Feiguang              |
| 1944 | Blood on the Cherry Blossoms                                   | 血濺櫻花    |            | He Feiguang              |
| 1954 | Capture by Stratagem Mount Hua                                 | 智取華山    | 智取华山   | Guo Wei                  |